# Philodromus silvestrii
Philodromus silvestrii là một loài nhện trong họ Philodromidae.
Loài này thuộc chi Philodromus. Philodromus silvestrii được Lodovico di Caporiacco miêu tả năm 1940.